# Klaus-Michael Klingsporn
Klaus-Michael Klingsporn (* 1958; † 5. oder 6. Dezember 2022) war ein deutscher Hörspielregisseur, der vor allem für den damaligen RIAS, später Deutschlandradio Berlin, heute Deutschlandfunk Kultur arbeitete.

## Hörspiele
- 1990: Heinz-Dieter Herbig: Diebereien
- 1996: Hans Zimmer: Gestrandet vor Guadeloupe
- 1997: Christa Kożik: Der verzauberte Einbrecher
- 1998: Hans Zimmer: Blini oder das Geheimnis im Schrank
- 2002: Hartmut El Kurdi: Angstmän (Deutscher Kinderhörspielpreis 2002 – Deutschlandradio Kultur)
- 2004: Gabriele Herzog: Hundediebe
- 2004: Andreas Knaup: Wash and Kill (Kriminalhörspiel – DLR)
- 2005: Andreas Knaup:  Kuckuckskind (Hörspiel – DLR)
- 2008: Helmut Berschin: Hesitationsphänomene – Oder: Die deutsche ÄH-Klasse
- 2010: Beate Dölling: Der Hundekönig von Kreuzberg
- 2011: Jenny Reinhardt: Lina, König Faunfaun und der Bart des Katers
- 2013: Mario Göpfert: Wecke niemals einen Schrat (nach dem gleichnamigen Buch von Wieland Freund)
- 2014: Christoph Güsken: Quotenkiller
- 2014: Thilo Reffert: Mein Jahr in Trallalabad
- 2014: Anna Böhm: Einschwein (Kinderhörspiel – DKultur)
- 2015: Christoph Güsken: Gotteskrieger (Kriminalhörspiel – DKultur)
- 2015: Zoran Drvenkar: Magdeburg hieß früher Madagaskar (Deutscher Kinderhörspielpreis 2015 – DKultur)